# Crown Princess
El Crown Princess es un crucero de la clase Grand modificado propiedad y operado por Princess Cruises. Su viaje inaugural tuvo lugar el 14 de junio de 2006, partiendo de Nueva York hacia Grand Turk (islas Turcas y Caicos), Ocho Ríos (Jamaica), Gran Caimán (Islas Caimán) y Puerto Cañaveral (Florida).
A partir de 2019, el Crown Princess navega en el Caribe durante la temporada de invierno y en Europa para la temporada de verano. Al igual que sus barcos hermanos Emerald Princess y Ruby Princess, su Skywalkers Night Club está construido detrás del embudo en lugar de suspendido sobre la popa como un "ala" o "spoiler", como se ve en Caribbean Princess. En abril de 2018, el barco se sometió a una extensa remodelación de 10 días en Freeport, Bahamas.